# Johan Cullberg
Johan Christoffer Cullberg, född 6 januari 1934 i Uppsala, död 14 juni 2022 i Högalids distrikt i Stockholm, var en svensk psykiater, psykoanalytiker och författare. Han fick 1995 professors namn av regeringen.

## Biografi

### Karriär
Cullberg föddes i Uppsala men växte upp i Västerås, där fadern var biskop. Han läste medicin vid Uppsala universitet och senare vid Karolinska Institutet. Cullberg avlade medicine licentiatexamen i Stockholm 1961, promoverades till medicine doktor 1972 och blev docent i psykiatri 1973. Efter studierna sällade han sig till en samling yngre läkare som valde att utbilda sig inom psykoanalys. Cullberg är känd för flera projekt inom svensk psykiatri, framför allt det progressiva Nackaprojektet – psykiatrisk öppenvård för vuxna – med tre mottagningar för invånarna i kommunerna Nacka och Värmdö. Projektet startade 1974 tillsammans med initiativtagaren Bengt Berggren och löpte fram till 1979. Inom ramen för Nackaprojektet kunde yrkesgrupper som läkare, skötare, sjuksköterskor, socionomer och psykologer delta i det terapeutiska patientarbetet. Även sociologer kunde följa verksamheten på nära håll.
Johan Cullberg författade ett flertal fackböcker. Debuten skedde 1971 med Det psykiska traumat. Boken Kris och utveckling från 1975 blev Cullbergs genombrott som facklitterär författare. Översättningar inräknade har den utkommit i över 400 000 exemplar. Han skrev senare böcker med psykiatriska analyser av kända svenska författare, bland annat Skaparkriser: Strindbergs inferno och Dagermans (1992) och Gustaf Fröding och kärleken: En psykologisk och psykiatrisk studie (2004). Dessa böcker gjorde honom känd för en bredare läsarkrets. I det självbiografiska verket Mitt psykiatriska liv från 2007 skildras uppväxten och yrkeslivet som läkare samt relationen till brodern Erland Cullberg, som drabbades av en svår psykisk sjukdom.
Cullberg var mycket kritisk till Transportstyrelsens regelverk för körkortsinnehav.
Under 2020-talet och fram till sin död arbetade han med en studie av pedofili i form av djupintervjuer i samarbete med Christoffer Rahm.

### Privatliv
Johan Cullberg  var son till biskop John Cullberg (1895–1983) och Eva, född Virgin (1903–62), samt bror till konstnärerna Erland Cullberg, Carin Adler och till Staffan Cullberg, som varit chef för Statens konstråd. Han var gift första gången 1961–1968 med kulturjournalisten Asta Bolin, andra gången från 1970 och in på 1990-talet med psykologen Marta Cullberg Weston och tredje gången från 1993 med författaren Inger Alfvén. Hans son juristen Martin Cullberg är gift med tonkonstnären Linda Lampenius.